# Ramvik
Ramvik est une localité de la commune de Härnösand dans le comté de Västernorrland en Suède.
Sa population était de 426 habitants en 2019.